# Europamästerskapen i badminton 2016
Europamästerskapen i badminton 2016 avgjordes den 26 april till 1 maj i La Roche-sur-Yon, Frankrike. Det var den 25:e upplagan av europamästerskapen i badminton och första gången som Frankrike arrangerade mästerskapen.

## Resultat[2]
| Event       | Guld                                                      | Silver                                            | Brons                                          |
| Herrsingel  | Viktor Axelsen (DEN)                                      | Jan Ø. Jørgensen (DEN)                            | Rajiv Ouseph (ENG)                             |
| Herrsingel  | Viktor Axelsen (DEN)                                      | Jan Ø. Jørgensen (DEN)                            | Marc Zwiebler (GER)                            |
| Damsingel   | Carolina Marín (ESP)                                      | Kirsty Gilmour (SCO)                              | Line Kjaersfeldt (DEN)                         |
| Damsingel   | Carolina Marín (ESP)                                      | Kirsty Gilmour (SCO)                              | Anna Thea Madsen (DEN)                         |
| Herrdubbel  | Mads Conrad-Petersen (DEN) · Mads Pieler Kolding (DEN)    | Kim Astrup (DEN) · Anders Skaarup Rasmussen (DEN) | Marcus Ellis (ENG) · Chris Langridge (ENG)     |
| Herrdubbel  | Mads Conrad-Petersen (DEN) · Mads Pieler Kolding (DEN)    | Kim Astrup (DEN) · Anders Skaarup Rasmussen (DEN) | Vladimir Ivanov (RUS) · Ivan Sozonov (RUS)     |
| Damdubbel   | Christinna Pedersen (DEN) · Kamilla Rytter Juhl (DEN)     | Eefje Muskens (NED) · Selena Piek (NED)           | Samantha Barning (NED) · Iris Tabeling (NED)   |
| Damdubbel   | Christinna Pedersen (DEN) · Kamilla Rytter Juhl (DEN)     | Eefje Muskens (NED) · Selena Piek (NED)           | Maiken Fruergaard (DEN) · Sara Thygesen (DEN)  |
| Mixeddubbel | Joachim Fischer Nielsen (DEN) · Christinna Pedersen (DEN) | Niclas Nohr (DEN) · Sara Thygesen (DEN)           | Mathias Christiansen (DEN) · Lena Grebak (DEN) |
| Mixeddubbel | Joachim Fischer Nielsen (DEN) · Christinna Pedersen (DEN) | Niclas Nohr (DEN) · Sara Thygesen (DEN)           | Jacco Arends (NED) · Selena Piek (NED)         |

### Fotnoter
1. 1 2  ”European Badminton Championships - Information”. badminton2016.com. Arkiverad från originalet den 21 april 2016. https://web.archive.org/web/20160421212536/http://www.badminton2016.com/presentation/. Läst 3 april 2016.
2. ↑  ”European Badminton Championships 2016 Order of play of Sunday, May 1, 2016”. http://bwf.tournamentsoftware.com/sport/matches.aspx?id=F4ACEEE9-BE56-468D-A79F-3F78F0D19B57. Läst 1 maj 2016.